# Isola Santa Inés
L'isola Santa Inés (in spagnolo Isla Santa Inés) è un'isola dell'estremo australe del Cile, nell'arcipelago della Terra del Fuoco, inquadrata amministrativamente nella Regione di Magellano e dell'Antartide Cilena e nel comune cileno di Punta Arenas.

## Geografia
Si trova a sud della seconda bocca più settentrionale e occidentale dello stretto di Magellano, il Canal Abra, che porta verso l'oceano Pacifico, dopo l'Isola Desolación. Costituisce il fianco sudovest della parte pre-terminale dello Stretto di Magellano, nella zona dove il fianco nordest è costituito dalla penisola Brunswick e dall'isola Riesco. Ha un'area di 3.668 km², cosa che la rende la maggiore isola della municipalità di Punta Arenas e la terza più grande dell'arcipelago della terra de Fuoco, dopo l'Isola Grande della Terra del Fuoco e l'isola Hoste.
Ha un'orografia molto accidentata, con la punta più elevata che si eleva a 1.341 metri. L'isola è ricoperta in gran parte da ghiacciai, i "Grandes Ventisqueros". Il clima nelle zone più basse è quello della tundra isotermica, molto piovoso, con fortissimi venti circumpolari (200 km/h) prevalentemente da ovest.
La sua stretta linea costiera forma parte della "Area Protegida Costera y Marina" dedicata allo scrittore cileno di racconti Francisco Coloane. Il resto dell'isola è parte della Reserva Nacional de Alacalufes, che si estende anche alla zona di Isla Desolación e alla  penisola di Córdova, che si trova giusto in fronte all'isola dall'altro lato dello stretto di Magellano e non è altro se non una penisola dell'isola Riesco.

## Storia
Ha una linea costiera profondamente indentata, con molti fiordi, nel 1914 in uno di questi, si nascose l'incrociatore leggero tedesco Dresden dopo la battaglia delle Isole Falkland.

## L'isola di Santa Inés nella fiction
- Nel romanzo del 1988 "Treasure", scritto da Clive Cussler, la lotta tra gli eroi e una banda di terroristi arabi che sequestrano una nave avviene nell'isola di Santa Ines.